# Pokoli hotelek
A Pokoli hotelek amerikai televíziós műsor, amelynek elindítója és házigazdája Gordon Ramsay. A sorozatpremier 2012. augusztus 13-án volt, a Fox csatornán. Ez Ramsay negyedik olyan sorozata, amelyet a Fox megrendelésére készített, a Gordon Ramsay – A pokol konyhája, valamint a Ramsay, a konyha ördöge és az Amerikai mesterszakács című műsorok után.
A műsor hat részből álló első évada 2012. szeptember harmadikán ért véget. 2012. augusztus 31-én a Fox bejelentette, hogy megrendelte a második évadot.
Az első évadot Magyarországon a Spektrum Home csatorna vetítette 2012. novemberétől.
A műsorban Ramsay Egyesült Államok-szerte különféle, fennmaradásukért küzdő hoteleket látogat meg, megpróbálja megfejteni nehéz helyzetük okát, hasonló koncepciót követve, mint a Ramsay, a konyha ördöge című, angol és amerikai változatban is létező sorozatában.

## Epizódok (1. évad)
| # | Epizód                       | Város                 | Premier vetítés     |
| --- | ---------------------------- | --------------------- | ------------------- |
| 1 | „Juniper Hill, első rész”    | Windsor, Vermont      | 2012. augusztus 13. |
| Az első epizódban Ramsay egy nagy múltú hotelt látogat meg, ahol különös légkör fogadja. Bár Robert, a hotel tulajdonosa egy pompás külsejű szobát ad neki, amikor elfoglalja, Ramsay a szoba külleméhez nem illő, átható csatornaszagot tapasztal. A szálló étterme ínyenc éttermekhez méltó árakkal dolgozik, az ételek ugyanakkor árukhoz nem méltóan alacsony minőségűek. A személyzet beszámol Gordonnak arról, hogy nemigen kapnak fizetést, és amikor mégis, csak kisebb hányadát kapják kézhez. A következő jelenetek egyikében Robert és partnere, Ari saját baráti körüket hívják meg a szállodába, szállást és étkezést biztosítanak nekik ingyen, és amikor mégis adnak borravalót, Robert teszi el azt. Később egy alkalmazott megmutatja Robert drága antik bútorokkal és gyűjteményekkel teli tárolóit. A bejárás végén Ramsay meglátogatja Robertet - annak 100 ezer dollárt érő lakóbuszában -, beszámol a borravalót érintő észrevételeiről, de Robert vállat vonva csak annyit mond, a pénzt neki hagyta ott látogatója. Az epizód végén Ramsay kocsiba ül és elhagyja a hotelt. |                              |                       |                     |
| 2 | „Juniper Hill, második rész” | Windsor, Vermont      | 2012. augusztus 14. |
| A második epizódban Ramsay – aki korábban úgy gondolta, a Juniper Hill szállodával nem érdemes foglalkozni –, egy második kísérlet erejéig visszatér egy becsüssel, aki felméri Robert antik gyűjteményének valódi értékét. A becsüs megállapítja, hogy a kollekció eredetieknek tartott festményeinek egy része valójában reprodukció, és a többi tárgy nagy része is értéktelen. Robert, felismerve saját vétségeit, elnézést kér a személyzettől. Később Gordon korábbi vendégeket hív vissza azért, hogy elmondhassák tapasztalataikat, amelyek felbosszantják Arit. Ez a hotel működésének újragondolásához és újraindításához vezet, Ramsay pedig helyi lakosokat invitál az újranyitáshoz. A szobákban csak a csatornázási probléma elhárítása jelent változást. |                              |                       |                     |
| 3 | „Cambridge Hotel”            | Cambridge, New York   | 2012. augusztus 20. |
| Ramsay megpróbálja megmenteni a hotelt, amely leginkább 1890-ből származó almás pite receptjéről híres. Erőfeszítései ellenére az epizód vetítése előtt a hotelt bezárják, a hitelező bank döntése nyomán. |                              |                       |                     |
| 4 | „A Keating Hotel”            | San Diego, Kalifornia | 2012. augusztus 27. |
| Ramsay egy San Diego-beli hotelt látogat meg, amely a város történelmi, gázlámpás negyedében áll. A szálloda magas, 800 dolláros árat kér egyetlen éjszakáért.A tulajdonos egy korábbi Ferrari kereskedő, aki a szállodát saját ízlésének megfelelően rendezte be, amelynek eredményeképpen a berendezés külleme sokszor felülírja használhatóságát. Az étteremben a konyhafőnök küzd a tulajdonos olyan menüjavaslatai ellen, mint például a csokis-szalonnás-epres pizza. A szobaszerviz műanyag dobozokban szállít, amely gyakorlat nem illik a luxushotelként pozicionált szállodához. Ramsay átrendezi a szobákat és átalakítja a menüt, valamint meggyőzi a tulajdonost arról, hogy hagyjon teret a konyhafőnöknek arra, hogy maga alakíthassa ki az étlapot, és nemet mondhasson a főnök javaslataira, ha úgy látja jónak. |                              |                       |                     |
| 5 | „A River Rock fogadó”        | Milford, Pennsylvania | 2012. szeptember 3. |
| Gordon egy mikromenedzser beállítottságú tulajdonost talál a koszosnak és ósdinak látszó fogadóban. Las Vegasból, a Caesars Palace szállodából hív segítséget a személyzet betanítására. Gordon úgy találja, hogy a szállodának hiányzik női gondoskodás, ezért arra biztatja az egyedülálló és bezárkózó tulajdonost, hogy éljen társasági életet, ismerkedjen és cseréljen telefonszámot hölgyekkel. |                              |                       |                     |
| 6 | „Roosevelt Hotel”            | Coeur d’Alene, Idaho  | 2012. szeptember 3. |
| A szezonzáró epizódban Gordon egy házaspárt látogat meg, akik a korábbi Roosevelt Általános Iskola épületében működtetnek fogadót. A feleség kelletlen partner férje nagyratörő befektetésében, aki korábban az iskola diákja volt. A hotel telis-tele van mosatlan ágyneművel, ósdi dekorációval, és a helyzetet egy, a szállodához mérten túlzottan kis méretű konyha súlyosbítja. Ramsay csapata felfrissíti a belső dekorációt, úgy alakítják át a menüt, hogy az a kis konyhában is elkészíthető legyen, és újraindítja a hotel esküvői helyszín szolgáltatását. Az epizód egy esküvővel végződik, amelyet a hotel újranyitásának estéjén rendeznek meg. |                              |                       |                     |

## Fordítás
Ez a szócikk részben vagy egészben  a   Hotel Hell című angol Wikipédia-szócikk fordításán alapul.  Az eredeti cikk szerkesztőit annak laptörténete sorolja fel. Ez a jelzés csupán a megfogalmazás eredetét és a szerzői jogokat jelzi, nem szolgál a cikkben szereplő információk forrásmegjelöléseként.